# Internazionali di Tennis di Baviera 2008 - Qualificazioni singolare
Le qualificazioni del singolare degli Internazionali di Tennis di Baviera 2008 sono state un torneo di tennis preliminare per accedere alla fase finale della manifestazione. I vincitori dell'ultimo turno sono entrati di diritto nel tabellone principale. In caso di ritiro di uno o più giocatori aventi diritto a questi sono subentrati i lucky loser, ossia i giocatori che hanno perso nell'ultimo turno ma che avevano una classifica più alta rispetto agli altri partecipanti che avevano comunque perso nel turno finale.
Le qualificazioni del singolare prevedevano 27 partecipanti di cui 4 sono entrati nel tabellone principale.

## Teste di serie
1. Assente
2. Júlio Silva (ultimo turno)
3. Ivo Klec (secondo turno)
4. Rainer Eitzinger (Qualificato)

1. Marko Tkalec (ultimo turno)
2. Younes El Aynaoui (Qualificato)
3. Gianluca Naso (Qualificato)
4. Rohan Bopanna (primo turno)

## Qualificati
1. Alexandre Sidorenko
2. Younes El Aynaoui

1. Gianluca Naso
2. Rainer Eitzinger

## Tabellone

### Legenda
| - Q = Qualificato - WC = Wild card - LL = Lucky loser | - ALT = Alternate - SE = Special Exempt - PR = Protected Ranking | - w/o = Walkover - r = Ritirato - d = Squalificato |

### Sezione 1
|  | Primo turno     | Primo turno         | Primo turno         | Primo turno | Primo turno |  |  | Secondo turno | Secondo turno       | Secondo turno       | Secondo turno       | Secondo turno       |   |   | Ultimo turno | Ultimo turno | Ultimo turno | Ultimo turno | Ultimo turno |  |
|  |                 |                     |                     |             |             |  |  |               |                     |                     |                     |                     |   |   |              |              |              |              |              |  |
|  |                 |                     |                     |             |             |  |  |               |                     |                     |                     |                     |   |   |              |              |              |              |              |  |
|  |                 |                     |                     |             |             |  |  | 5             | Marko Tkalec        | Marko Tkalec        | 7                   | 6                   |   |   |              |              |              |              |              |  |
|  |                 |                     |                     |             |             |  |  |               | Sascha Kloer        | Sascha Kloer        | 64                  | 3                   |   |   |              |              |              |              |              |  |
|  |                 |                     |                     |             |             |  |  |               |                     |                     |                     |                     |   |   | 5            | Marko Tkalec | Marko Tkalec | 4            | 4            |  |
|  | Peter Gojowczyk | Peter Gojowczyk     | Peter Gojowczyk     | 7           | 6           |  |  |               |                     | 9                   | Alexandre Sidorenko | Alexandre Sidorenko | 6 | 6 |              |              |              |              |              |  |
|  | Marc Meigel     | Marc Meigel         | Marc Meigel         | 5           | 3           |  |  |               | Peter Gojowczyk     | Peter Gojowczyk     | 5                   | 2                   |   |   |              |              |              |              |              |  |
|  | 9               | Alexandre Sidorenko | Alexandre Sidorenko | 6           | 6           |  |  | 9             | Alexandre Sidorenko | Alexandre Sidorenko | 7                   | 6                   |   |   |              |              |              |              |              |  |
|  |                 | Navid Johannigmann  | Navid Johannigmann  | 2           | 0           |  |  |               |                     |                     |                     |                     |   |   |              |              |              |              |              |  |

### Sezione 2
|  | Primo turno            | Primo turno            | Primo turno            | Primo turno | Primo turno |  |  | Secondo turno | Secondo turno          | Secondo turno          | Secondo turno     | Secondo turno     |   |   | Ultimo turno | Ultimo turno | Ultimo turno | Ultimo turno | Ultimo turno |  |
|  |                        |                        |                        |             |             |  |  |               |                        |                        |                   |                   |   |   |              |              |              |              |              |  |
|  |                        |                        |                        |             |             |  |  |               |                        |                        |                   |                   |   |   |              |              |              |              |              |  |
|  |                        |                        |                        |             |             |  |  | 2             | Júlio Silva            | Júlio Silva            | 6                 | 6                 |   |   |              |              |              |              |              |  |
|  | Gorka Fraile           | Gorka Fraile           | Gorka Fraile           | 7           | 6           |  |  |               | Gorka Fraile           | Gorka Fraile           | 2                 | 3                 |   |   |              |              |              |              |              |  |
|  | Armin Sandbichler      | Armin Sandbichler      | Armin Sandbichler      | 5           | 3           |  |  |               |                        |                        |                   |                   |   |   | 2            | Júlio Silva  | Júlio Silva  | 3            | 4            |  |
|  | Jean-Christophe Faurel | Jean-Christophe Faurel | Jean-Christophe Faurel | 7           | 6           |  |  |               |                        | 6                      | Younes El Aynaoui | Younes El Aynaoui | 6 | 6 |              |              |              |              |              |  |
|  | Lovro Zovko            | Lovro Zovko            | Lovro Zovko            | 62          | 0           |  |  |               | Jean-Christophe Faurel | Jean-Christophe Faurel | 4                 | 3                 |   |   |              |              |              |              |              |  |
|  | 6                      | Younes El Aynaoui      | Younes El Aynaoui      | 6           | 6           |  |  | 6             | Younes El Aynaoui      | Younes El Aynaoui      | 6                 | 6                 |   |   |              |              |              |              |              |  |
|  |                        | Marcel Zimmermann      | Marcel Zimmermann      | 2           | 3           |  |  |               |                        |                        |                   |                   |   |   |              |              |              |              |              |  |

### Sezione 3
|  | Primo turno      | Primo turno      | Primo turno      | Primo turno | Primo turno |  |  | Secondo turno | Secondo turno    | Secondo turno    | Secondo turno | Secondo turno |   |   | Ultimo turno | Ultimo turno | Ultimo turno | Ultimo turno | Ultimo turno |  |
|  |                  |                  |                  |             |             |  |  |               |                  |                  |               |               |   |   |              |              |              |              |              |  |
|  |                  |                  |                  |             |             |  |  |               |                  |                  |               |               |   |   |              |              |              |              |              |  |
|  |                  |                  |                  |             |             |  |  | 3             | Ivo Klec         | Ivo Klec         | 5             | 2             |   |   |              |              |              |              |              |  |
|  | Adam Chadaj      | Adam Chadaj      | Adam Chadaj      | 7           | 6           |  |  |               | Adam Chadaj      | Adam Chadaj      | 7             | 6             |   |   |              |              |              |              |              |  |
|  | Martin Kližan    | Martin Kližan    | Martin Kližan    | 5           | 3           |  |  |               |                  |                  |               |               |   |   |              | Adam Chadaj  | Adam Chadaj  | 3            | 2            |  |
|  | Dieter Kindlmann | Dieter Kindlmann | Dieter Kindlmann | 6           | 6           |  |  |               |                  | 7                | Gianluca Naso | Gianluca Naso | 6 | 6 |              |              |              |              |              |  |
|  | Tobias Simon     | Tobias Simon     | Tobias Simon     | 3           | 2           |  |  |               | Dieter Kindlmann | Dieter Kindlmann | 3             | 2             |   |   |              |              |              |              |              |  |
|  | 7                | Gianluca Naso    | Gianluca Naso    | 6           | 7           |  |  | 7             | Gianluca Naso    | Gianluca Naso    | 6             | 6             |   |   |              |              |              |              |              |  |
|  |                  | František Čermák | František Čermák | 2           | 65          |  |  |               |                  |                  |               |               |   |   |              |              |              |              |              |  |

### Sezione 4
|  | Primo turno    | Primo turno     | Primo turno     | Primo turno | Primo turno |  |  | Secondo turno   | Secondo turno    | Secondo turno    | Secondo turno | Secondo turno |   |    | Ultimo turno | Ultimo turno     | Ultimo turno     | Ultimo turno | Ultimo turno |  |
|  |                |                 |                 |             |             |  |  |                 |                  |                  |               |               |   |    |              |                  |                  |              |              |  |
|  |                |                 |                 |             |             |  |  |                 |                  |                  |               |               |   |    |              |                  |                  |              |              |  |
|  |                |                 |                 |             |             |  |  | 4               | Rainer Eitzinger | Rainer Eitzinger | 6             | 6             |   |    |              |                  |                  |              |              |  |
|  | Stefan Seifert | Stefan Seifert  | Stefan Seifert  | 6           | 6           |  |  |                 | Stefan Seifert   | Stefan Seifert   | 4             | 2             |   |    |              |                  |                  |              |              |  |
|  | Dennis Bloemke | Dennis Bloemke  | Dennis Bloemke  | 0           | 2           |  |  |                 |                  |                  |               |               |   |    | 4            | Rainer Eitzinger | Rainer Eitzinger | 6            | 7            |  |
|  | Martin Vacek   | Martin Vacek    | Martin Vacek    | 6           | 6           |  |  |                 |                  |                  | Martin Vacek  | Martin Vacek  | 3 | 63 |              |                  |                  |              |              |  |
|  | Christian Magg | Christian Magg  | Christian Magg  | 2           | 3           |  |  | Martin Vacek    | Martin Vacek     | 4                | 6             | 6             |   |    |              |                  |                  |              |              |  |
|  |                | Christopher Kas | Christopher Kas | 6           | 7           |  |  | Christopher Kas | Christopher Kas  | 6                | 4             | 4             |   |    |              |                  |                  |              |              |  |
|  | 8              | Rohan Bopanna   | Rohan Bopanna   | 3           | 5           |  |  |                 |                  |                  |               |               |   |    |              |                  |                  |              |              |  |